# Hypsioma cariua
Hypsioma cariua är en skalbaggsart som beskrevs av Maria Helena M. Galileo och Martins 2007. Hypsioma cariua ingår i släktet Hypsioma och familjen långhorningar. Inga underarter finns listade i Catalogue of Life.